# Próba głodowa
Próba głodowa – próba diagnostyczna, stosowana w diagnostyce guzów wydzielających insulinę (insulinoma).
W warunkach normalnych w przypadku głodu lub głodzenia, dochodzi do spadku poziomu glukozy i insuliny (której stężenie może być nawet niewykrywalne z powodu braku bodźca pokarmowego czyli podwyższenia poziomu glukozy). W przypadku guzów wydzielających insulinę obniża się poziom glukozy, natomiast poziom insuliny nie obniża się lub obniża się nieznacznie (wydzielanie insuliny jest niezależne od stężenia glukozy).
Pełną próbę głodową wykonuje się w czasie 72 godzin. W trakcie badania nie przyjmuje się pokarmów i po tym czasie wykonuje się oznaczenie stężenia glukozy i insuliny. W warunkach prawidłowych poziom glukozy obniża się poniżej 2,2 mmol/l (45 mg%), natomiast poziom insuliny jest niski lub nieoznaczalny. Wykonuje się także tzw. skróconą próbę głodową, kiedy to poziomy glukozy i insuliny oznacza się o godzinie 800 i 1200. W tych warunkach również dochodzi do proporcjonalnego obniżenia stężeń obu substancji. W warunkach chorobowych obniża się tylko poziom glukozy, natomiast poziom insuliny pozostaje wysoki.
W przypadku braku hipoglikemii u osób z guzem insulinowym przy końcu próby można oznaczyć stężenie glukozy po podaniu dożylnym 1 mg glukagonu.